# 12356 Карлшеєле
12356 Карлшеєле (12356 Carlscheele) — астероїд головного поясу, відкритий 15 вересня 1993 року.
Тіссеранів параметр щодо Юпітера — 3,266.